# Рисовые террасы Хунхэ-Хани
Рисовые террасы Хунхэ-Хани (кит. трад. 紅河哈尼梯田文化景觀, упр. 红河哈尼梯田文化景观, пиньинь hóng hé hā ní tī tián wén huà jǐng guān) — система террас для выращивания риса, расположена в Хунхэ-Хани-Ийском автономном округе провинции Юньнань (КНР). 22 июня 2013 года рисовые террасы Хунхэ-Хани были занесены в список объектов всемирного наследия ЮНЕСКО.
Уже с 2003 года эти рисовые террасы находились под охраной ЮНЕСКО как буферная зона объекта всемирного наследия национального парка «Три параллельные реки».
Террасы возвышаются на 3000 ступеней под разными углами уклона, формируя великолепную среду, которая уникальна по своей сути.

## Расположение
Расположены в южно-китайской провинции Юньнань рисовые террасы Хунхэ-Хани насчитывают более 1300 лет. Местные жители и сегодня выращивают на этих террасах рис.
Рисовые террасы протянулись по всему южному берегу реки Хонгха, самые известные рисовые террасы находятся в районе Юаньюань, где они занимают площадь 12,6 тысяч га (около 126 кв км). Юньнань имеет особенно влажный климат, который идеально подходит для выращивания риса.

## Культура рисовых террас

### Рисовые террасы в Бада
Народ Хани впервые поселился в этих крутых горах около 2500 лет назад. Около 2000 лет назад предки этноса хани поселились на берегах реки Хонгха в Юньнане и заложили на прибрежных склонах первые рисовые террасы.
Впоследствии была развита большая сеть оросительных каналов, благодаря которым крестьяне использовали для своих полей дождевую воду с гор.
За последние 1300 лет люди Хани разработали сложную систему каналов, чтобы доставлять воду от засаженных деревьями горных вершин до этих террас. Они также создали интегрированную систему сельского хозяйства, которая включает разведение буйволов, рогатый скот, уток, рыбу и угрей, а также поддерживает производство красного риса, основного урожая области.
В то же время на рисовых террасах начали разводить рыбу, для этого были достаточно благоприятные условия — наличие водоемов и корма (водные растения и насекомые). Благодаря рыбам рис получал естественное удобрение.
В течение многих веков крестьяне хани возделывали рис этим способом, стараясь придерживаться равновесия между природой и потребностями человека.
Террасы отражаются исключительным способом, определенным взаимодействием со средой, установленной интегрированными системами сельского хозяйства и управления водными ресурсами и подкрепленной социально-экономически-религиозными системами. Они выражают сложные отношения между людьми и богами, и между людьми и обществом. Эта система сохранялась в течение, по крайней мере, тысячелетия, что может быть доказано обширными архивными источниками Китая.